# NGC 2663
NGC 2663 este o galaxie eliptică situată în constelația Busola. A fost descoperită în 8 februarie 1886 de către Lewis A. Swift. Se află la o distanță de 32,5 de megaparseci de Pământ.